# ラス・ラボーレス
ラス・ラボーレス（Las Labores）は、スペイン、カスティーリャ＝ラ・マンチャ州シウダー・レアル県のムニシピオ（基礎自治体）。

## 地理
ラス・ラボーレスはシウダー・レアル県の北部に位置し、面積は34.14km2である。北はエレンシアと、東はプエルト・ラピセと、南はアレーナス・デ・サン・フアンと、西はビジャルビア・デ・ロス・オッホスの各自治体と接する。

### 人口
| ラス・ラボーレスの人口推移 1900－2010                   |
|                                                         |
| 出典:INE（スペイン国立統計局）1900年 - 1991年、1996年 - |

## 経済
ラス・ラボーレスの主要な経済活動は農業と牧畜業である。もっとも重要な栽培物はブドウで、農業協同組合方式でワインが製造されている。他にはオリーブが重要な栽培物となっている。
牧畜では、まず養鶏がもっとも重要で、他には養豚、山羊、羊の飼育もおこなわれている。
また、自治体内にはスピリッツ類の醸造所もある。

## 政治
自治体首長はカスティーリャ＝ラ・マンチャ社会党（Partido Socialista de Castilla-La Mancha、PSCM-PSOE）のアマンド・オルテーガ・ラモス（Amando Ortega Ramos）で、自治体評議員は、カスティーリャ＝ラ・マンチャ社会党：4、カスティーリャ＝ラ・マンチャ国民党（Partido Popular de Castilla-La Mancha、PPCLM）：2、AES（Ciudadanos por Aldea、アルデアのための住民たち、ローカル政党）：1となっている（2011年5月22日の自治体選挙結果、得票順）
| 1999年6月13日自治体選挙 |        |        |          |
| 政党                    | 得票数 | 得票率 | 獲得議席 |
| PSOE                    | 212    | 41.90% | 3        |
| AIL                     | 192    | 37.94% | 3        |
| PP                      | 99     | 19.57% | 1        |

| 2003年5月25日自治体選挙 |        |        |          |
| 政党                    | 得票数 | 得票率 | 獲得議席 |
| PSOE                    | 212    | 40.93% | 3        |
| AIL                     | 155    | 29.92% | 2        |
| PP                      | 140    | 27.03% | 2        |

| 2007年5月27日自治体選挙 |        |        |          |
| 政党                    | 得票数 | 得票率 | 獲得議席 |
| PSOE                    | 194    | 41.81% | 3        |
| PP                      | 165    | 35.56% | 3        |
| UD.CA.                  | 103    | 22.20% | 1        |

| 2011年5月22日自治体選挙 |        |        |          |
| 政党                    | 得票数 | 得票率 | 獲得議席 |
| PSOE                    | 212    | 44.35% | 4        |
| PP                      | 138    | 28.87% | 2        |
| AES                     | 86     | 17.99% | 1        |
| IU                      | 41     | 8.58%  | 0        |

### 司法行政
ラス・ラボーレスはダイミエル司法管轄区に属す。